# Dromius quadrimaculatus
Dromius quadrimaculatus là một loài bọ cánh cứng thuộc họ Carabidae đặc hữu của miền Cổ bắc (bao gồm châu Âu) và Cận Đông. Ở châu Âu, nó được tìm thấy ở Áo, Belarus, Bỉ, Bosna và Hercegovina, Quần đảo Anh, Bulgaria, Corse, Cộng hòa Séc, mainland Đan Mạch, Estonia, Phần Lan, chính quốc Pháp, Đức, mainland Hy Lạp, Hungary, Ireland, chính quốc Ý, Kaliningrad, Latvia, Liechtenstein, Litva, Luxembourg, Cộng hòa Macedonia, Malta, Moldova, Bắc Ireland, mainland Na Uy, Ba Lan, Nga, Sardegna (doubtful), Slovakia, Slovenia, Chính quốc Tây Ban Nha, Thụy Điển, Thụy Sĩ, Hà Lan, Ukraina và Nam Tư.

## Hình ảnh

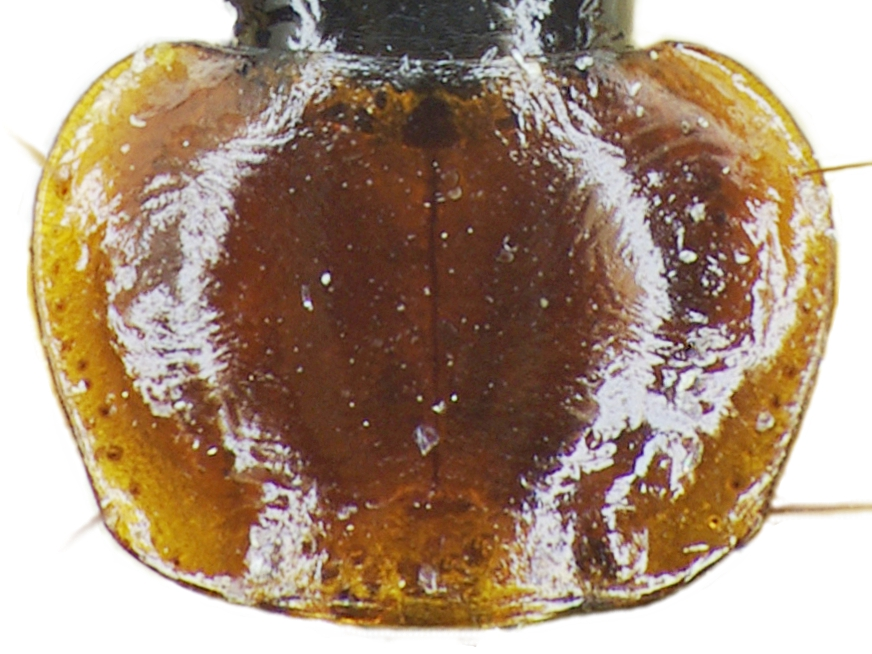
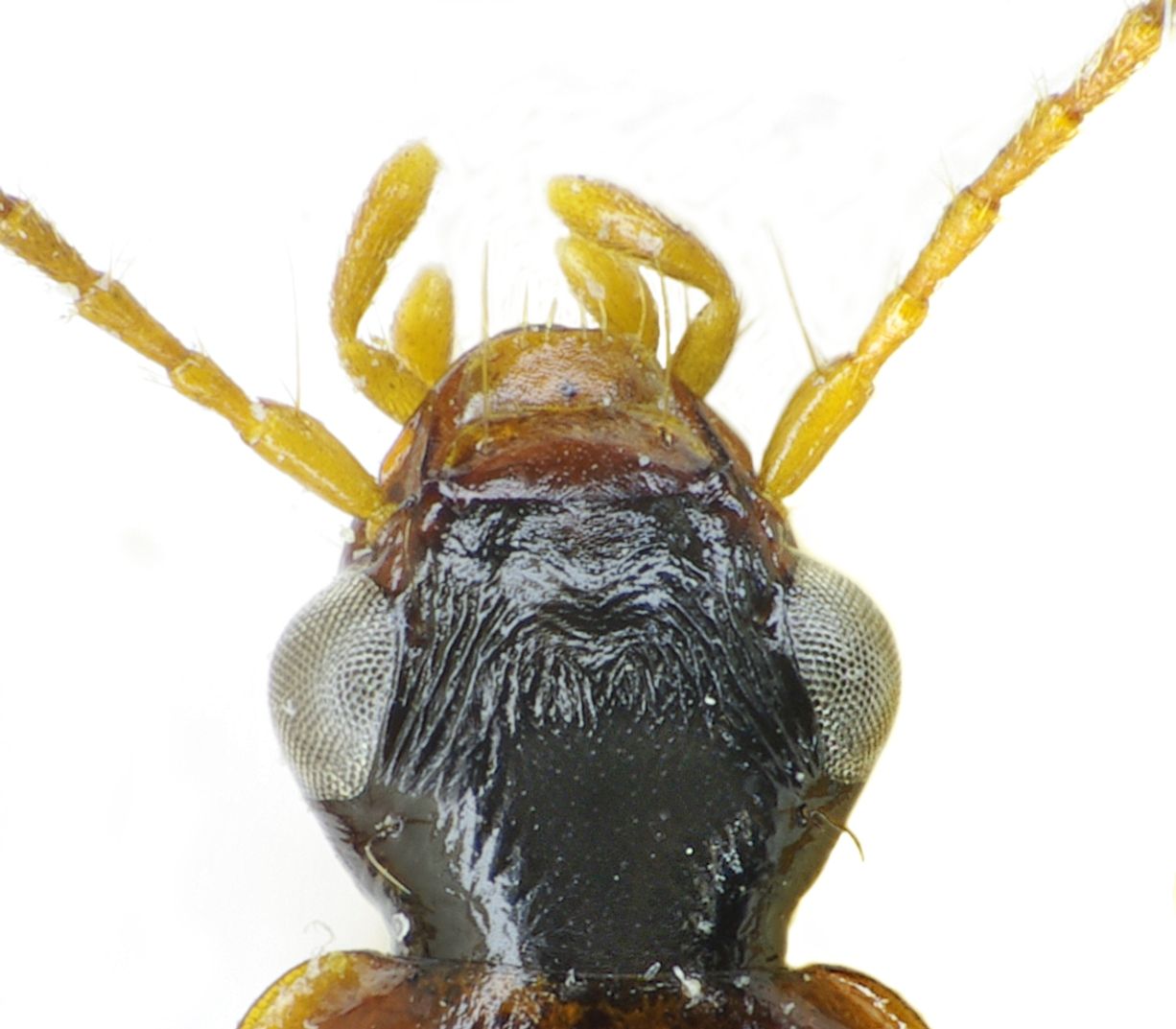
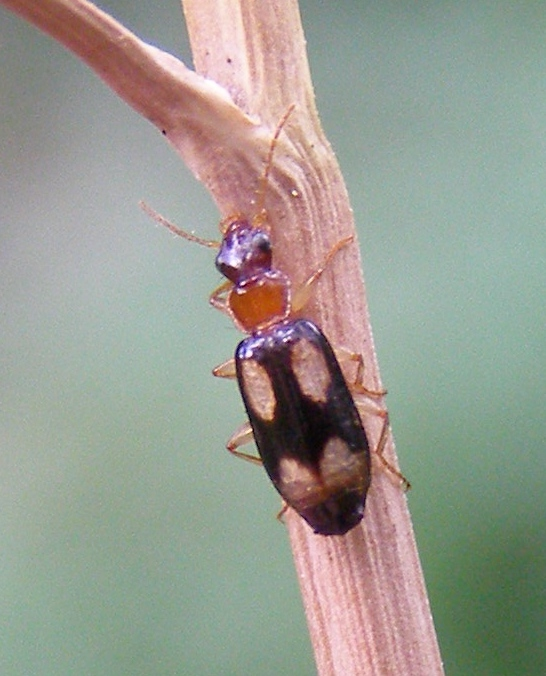
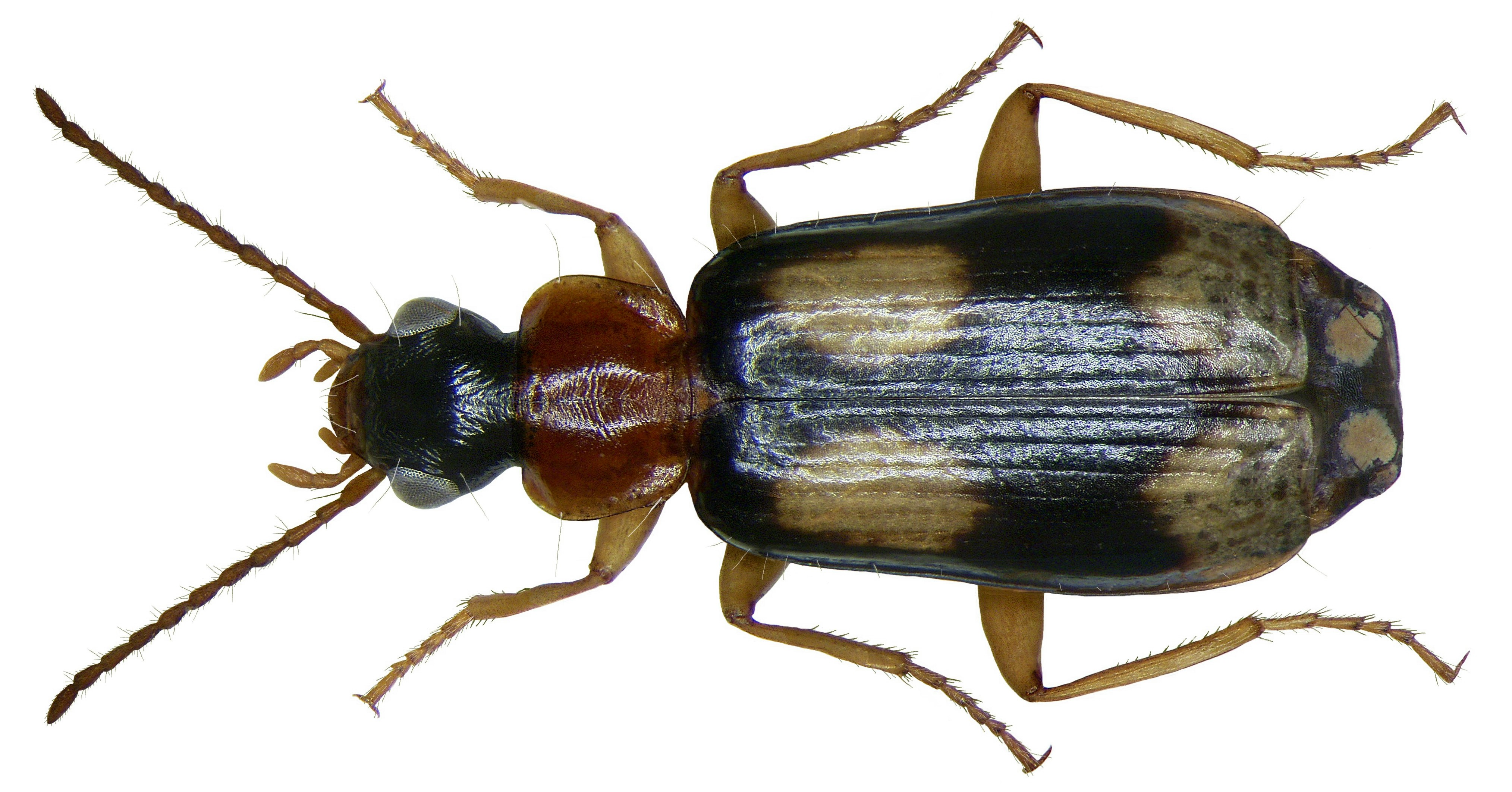